# Nivelir
Nivelir je osnovni mjerni instrument za mjerenje visinskih razlika kod geodetskih mjerenja. Osnovni princip zasniva se na djelovanju sile teže, odnosno dovođenje vizurne osi dalekozora u vodoravni položaj. To se postiže primjenom libele ili kompenzatora. Korištenjem nivelira, visinske razlike se dobivaju iz direktnih mjerenja. Nivelmanska letva treba biti okomito postavljena u prostoru, što se postiže kružnom libelom.
Na donjem dijelu nivelira nalaze se tri podnožna vijka koji služe za postavljanje instrumenta u vodoravan položaj. Gornji dio se okreće oko glavne (okomite) osi, a ujedno je i nosač dalekozora. Glavna os mora osigurati stabilnost instrumenta i vrlo pravilno zakretanje ostalih pokretnih dijelova, što zahtijeva posebnu kvalitetu materijala i točnu izradu.

## Dalekozor
Osnovna operacija pri geodetskim mjerenjima, bilo da se radi o mjerenjima pravaca ili mjerenjima na nivelmansku letvu, je viziranje. Za tu svrhu služi dalekozor. Osnovni dijelovi dalekozora su: objektiv, nitni križ, okular. Objektiv služi za preslikavanje predmeta (vizurnih marki) iz prostora predmeta u prostor slike. Slika predmeta koju stvara objektiv mora se nalaziti u ravnini nitnog križa (ako to nije slučaj dolazi do paralakse nitnog križa). Spojnica presjeka niti nitnog križa i glavne točke objektiva čini vizurnu os. Nitni križ zajedno s nastalom slikom opažanog predmeta (marke) promatramo okularom koji ima ulogu lupe (povećala). Dalekozor zajedno s okom opažača čini cjelinu i konačno slika nitnog križa i mjerenog predmeta stvara se na mrežnici oka.
Dalekozor je optički instrument koji u svojoj osnovnoj namjeni služi za povećanje vidnog kuta prilikom promatranja udaljenih predmeta. Dalekozor je građen od objektiva i okulara. Objektiv je sabirni optički sustav koji stvara realnu međusliku udaljenih predmeta po zakonima optičkog preslikavanja. Predmet promatranja nalazi se na udaljenosti većoj od 2 žarišta objektiva, te je slika koju stvara objektiv umanjena, realna i preokrenuta. Okular je povećalo kojim se promatra realna međuslika. Iza okulara se nalazi oko opažača, dalekozor je stoga subjektivni optički instrument. Mjerni dalekozor (1611. je napravio Kepler) ima u ravnini zadanog vidnog polja ugrađenu staklenu pločicu s nitnim križem.

## Mjerenje nivelirom
Dioptriranje je postupak izoštravanja slike nitnog križa okretanjem tubusa okulara. Oko sliku nitnog križa treba vidjeti oštro u stanju mirovanja akomodacije. Samo je jedan položaj okulara u koji ga treba postaviti prije mjerenja dalekozorom i više ga u toku mjerenja ne smijemo mijenjati. Okular odvinemo toliko da slika nitnog križa ne bude oštra. Zakrećemo okular prema pločici s nitnim križem do najpovoljnije oštrine. Pročitamo položaj na dioptrijskoj skali, te u istom smjeru zakrenemo okular za otprilike 0,5 dioptrije. Time smo okular doveli u optimalan položaj, a oko u stanje mirovanja akomodacije.
Viziranjem navodimo nitni križ (tj. njegovu sliku) na točku cilja (vizurnu točku, objekt, marku). U prvom položaju nivelira grubo se vizira vizurna točka preko nišana dalekozora tako da se slika opažanog objekta dovede u vidno polje. Nakon grubog viziranja, kod zakočenog gornjeg dijela i dalekozora, vijcima za fini pomak dalekozora fino viziramo, dovodimo niti nitnog križa na mjerni objekt.
Vizurna os određena je pravcem koji prolazi presjecištem glavnih niti nitnog križa i glavnom točkom objektiva. Ravnina koju opisuje vizurna os pri okretanju oko vovoravne osi nivelira naziva se vizurnom ravninom.
Pod pojmom vizure podrazumijeva se skup točaka kojim prolazi zraka svjetlosti od vizirane točke kroz atmosferu do objektiva dalekozora, te dalje do presjecišta nitnog križa. Zbog utjecaja refrakcije vizura je u prostoru blago zakrivljena krivulja.
Prije finog viziranja potrebno je izoštriti sliku opažanog objekta. Slika mjernog objekta mora biti oštra i treba se nalaziti u ravnini nitnog križa. Prema konstrukciji dalekozora postoje dva načina izoštravanja:
- Vanjsko izoštravanje - okular se zajedno s nitnim križem pomiče unutar cijevi objektiva. Duljina dalekozora je promjenjiva i ovisi o udaljenosti opažane točke. Nedostatak ovakvog načina izoštravanja je u tome što je pomična okularna cijev izložena vanjskim oštećenjima i utjecajima.
- Unutrašnje izoštravanje - dalekozor je zatvorena cjelina, duljina je konstantna. Izoštravanje se radi pomicanjem jednog optičkog elementa, a to je leća ili zrcalo. Kod današnjih dalekozora nivelira najčešće se pomiče negativni član objektiva. Što je objekt bliži, žarišna daljina je kraća, negativni član je bliže nitnom križu.

Oko zajedno s dalekozorom čini optičku cjelinu, te je viziranje prema tome subjektivno fiziološko-optička pojava. Točnost viziranja ovisi o mnogim faktorima kao što su: rasvjeta, kontrast i oblik mjernog objekta, oblik i debljina niti nitnog križa, paralaksa nitnog križa, udaljenost opažanog objekta, stanje u atmosferi, fiziološka i optička svojstva oka opažača i psihološki utjecaji.

## Libela
Kod geodetskih instrumenata libele služe za postavljanje osi u okomit ili vodoravan položaj; a također, koriste se i kod geodetskog pribora. Po obliku se libele mogu podijeliti na cijevne i kružne (dozne).

### Cijevna libela
Cijevna libela se prvi puta primijenila 1661. Sastoji se od staklene cijevi koja je s unutrašnje strane brušena u bačvastom obliku. Ispunjena je tekućinom niskog ledišta (nižeg od - 50˚C), a to je alkohol ili eter.
S vanjske strane libele nalazi se ugravirana podjela koja može biti kontinuirana ili simetrična (prekinuta). Središnja točka podjele naziva se markom libele. Osjetljivost ili podatak libele mjeri se središnjim kutom koji odgovara luku od jednog parsa (ε). To je kut promjene nagiba libele uz pomak mjehura za veličinu jednog parsa. Najpreciznije libele imaju osjetljivost od 1˝ do 2˝. Osjetljivost se kod geodetskih instrumenata kreće od: 10˝ - 120˝. Ispravno promatranje podjele libele je promatranje okomito na podjelu. Temperatura utječe na duljinu mjehura libele. Libela na dalekozoru postavljena je paralelno s vizurnom osi dalekozora i služi za točnije postavljanje dalekozora tj. vizurne osi u vodoravan položaj.

### Kružna libela
Kružna (dozna) libela datira od 1770. Primjenjuje se za grubo postavljanje u vodoravan položaj. Gornja ploha libele je dio kugle. S vanjske strane stakla nalazi se jedan ili više koncentričnih kružića. Središte kružića je marka libele. Os dozne libele prolazi markom i središtem zakrivljenosti unutrašnje brušene plohe. Kada se mjehurić nalazi u središtu kružića libela je namještena; os libele je okomita u prostoru. Osjetljivost kružne (dozne) libele kreće se od 2΄ - 30΄ te se koristi za grubo postavljanje u vodoravan položaj instrumenata i pribora.

## Mjerenje visinskih razlika
Korištenjem nivelira, visinske razlike se određuju očitanjem na nivelmanskim letvama, koje se postavljaju okomito pomoću dozne libele na točke na kojima se određuju visinske razlike. Pri tome, vizurna linija treba biti u vovodravnoj ravnini. Nivelir se postavlja na stativ, u pravilu u sredinu između točaka čija se visinska razlika određuje.
Za određivanje visinske razlike između udaljenih točaka, potrebno je postupno prenositi visine od točke do točke. Visina neke točke na Zemljinoj površini je udaljenost te točke od srednje nivo plohe mora. Nivo ploha mora određuje se dugogodišnjim opažanjem s instrumentima – mareografima.

## Podjela nivelira
Nivelire dijelimo po točnosti na osnovi srednje visinske razlike po 1 km obostranog niveliranja:
- niveliri najviše točnosti ≤ 0,5 mm / km
- niveliri visoke točnosti ≤ 1,0 mm / km
- niveliri više točnosti ≤ 3,0 mm / km
- niveliri srednje točnosti ≤ 8,0 mm / km
- obični ili jednostavni niveliri > 8 mm / km

Podjela nivelira po namjeni:
- precizni niveliri
- inženjerski niveliri
- građevinski niveliri

Podjela nivelira prema načinu uvodoravnjivanja vizurne linije:
- niveliri s libelom
- digitalni niveliri

## Niveliri s kompenzatorom
U današnjoj primjeni najviše se koriste niveliri s kompenzatorom koji omogućuje automatsko uvodoravnjivanje geodetske vizurne linije u radnom području kompenzatora. Kompenzator je optičko-mehanički sklop, koji unutar područja rada (hoda) automatski kompenzira utjecaj nagiba okomite osi na položaj vizurne osi, te je dovodi vodoravnom u prostoru. Kompenzator radi na principu fizikalnog njihala. Kompenzator je u većini nivelira smješten unutar kućišta dalekozora, između objektiva i nitnog križa.
Prva konstrukcija nivelira, gdje se kao kompenzator primjenjuje optički element na njihalu, datira od 1950. (prvi nivelir izrađen je u tvornici ZEISS – Opton, Oberkochen, tadašnja Zapadna Njemačka). Zadatak kompenzatora je da pri nagnutom dalekozoru (tj. nagnutoj okomitoj osi) unutar područja kompenzacije, obično od 5´ do 30´, automatski otkloni zrake snopa, tako da vizurna linija bude u prostoru vodoravna.
Uređaj za kompenzaciju je složene optičko – mehaničke građe, gdje se kompenzatorom naziva samo pomični element. Kao pomični optički elementi koriste se: prizme za refleksiju (pravokutna, krovna, sustav prizama), ravno zrcalo, kutno zrcalo, leća, te u nekim slučajevima i tekućina. Unutar samog kompenzatora nalazi se i optički sustav od više optičkih elemenata koji su nepomični.

## Pogreške nivelira
Kao i kod teodolita, tako i kod nivelira, ispituje se ispravnost pojedinih osi: ispravnost glavne osi, vizurne osi, osi kružne libele. Glavna ili okomita os nivelira za vrijeme mjerenja mora biti okomita. Vizurna os mora biti u prostoru vodoravna. Os kružne libele treba biti paralelna s glavnom osi. Kod niveliranja glavni uvjet nivelira je da pri okomitom položaju glavne osi vizurna os mora biti u prostoru vodoravna. Ako uvjet nije zadovoljen, kao posljedica je pogreška visinske razlike pri nejednakim udaljenostima nivelmanske letve od nivelira. Svi ostali uvjeti su sporedni.

## Dodaci niveliru
- Plan paralelna ploča kao mikrometarski vijak može biti ugrađena ispred objektiva dalekozora ili samostalno kao dodatak ispred objektiva. Primjenjuje se kod nivelira najviše točnosti ili kod preciznih nivelira.
- Objektivna prizma za otklon zrake svjetlosti za 90°. Primjenjuje se za dovođenje vizurne osi u okomitu ravninu.
- Predleća kao dodatak objektivu radi viziranja vrlo bliskih točaka ili očitanja lineala.
- „Slomljeni“ okular za promatranje kroz dalekozor odozgo.
- Dodatak za osvjetljenje nitnog križa.
- Laserski okular za projekciju nitnog križa laserskom svjetlošću kod mjerenja u tamnim prostorijama (npr. tunel i dr.)
- Izmjenljivi okulari za različita povećanja dalekozora.

## Digitalni nivelir

### Optika i mehanika
Digitalni nivelir izrađen je isto kao nivelir s kompenzatorom. Optički i mehanički dijelovi su istovjetni. S digitalnim nivelirom mogu se izvoditi i klasična vizualna opažanja. Digitalni nivelir ima ugrađenu diobenu kocku koja ima ulogu djelitelja zračenja (svjetlosti). Diobena kocka dijeli infracrvenu svjetlost od vidljive. Infracrvenu svjetlost (sliku) otklanja na fotodiode poredane u jednom redu, a vidljivu svjetlost (sliku) otklanja na nitni križ. U redu se nalazi 256 fotodioda na približno 6,5 mm dužine.

### Elektronika
Fotodiode pretvaraju sliku kodirane (digitalne) podjele u analogni videosignal. Signal odlazi na analogno-digitalni pretvarač, a zatim podaci odlaze u procesor na obradu. Poslije obrade mjernih signala u procesoru, na ekranu se prikazuje duljina do letve i očitanje letve. Putem tipkovnice unose se različiti numerički podaci i upravlja radom nivelira.
Mjerni podaci se registriraju u modulu za registraciju podataka. Nivelir ima niz programa koji omogućavaju kontrolu i obradu dobivenih podataka – očitanje letve, duljina, broj točke, stajalište, visinske razlike i dr. Podaci se prenose na računalo za daljnju obradu. Uz digitalni nivelir postoji specijalna letva, koja kao podjelu ima binarni kod – kodirana letva. S druge strane letve obično se nalazi klasična podjela u jedinicama za duljinu. Ta podjela služi pri vizualnom opažanju. Kodirane letve su duljine 1,35 m, 2,70 m, ili 4,05 m.

## Poveznice
- Teodolit
- Rotacijski laserski nivelir
- Totalna stanica